# 一番綺麗な私を
「一番綺麗な私を」（いちばんきれいなわたしを）は、中島美嘉の32枚目のシングル。「ALWAYS」から約7ヶ月ぶりのシングル。「ORION」と同様、宮藤官九郎が手掛けたドラマの挿入歌で、彼女自身も出演している。
2005年のEXILE「ただ…逢いたくて」の5週を抜き、USENのJ-POP総合リクエストチャート6週連続1位を記録し、同年度年間1位を獲得。
PVでは水中撮影に挑戦した。

## 収録曲

### CD
1. 一番綺麗な私を
  - 作詞・作曲・編曲：杉山勝彦
  - TBS系ドラマ「うぬぼれ刑事」挿入歌
2. 一番綺麗な私を（Reggae Disco Rockers Remix）
3. 一番綺麗な私を（Instrumental）

### DVD
1. 一番綺麗な私を（Music Video）

## 収録アルバム
- STAR (#1)
- TEARS (#1)
- 〜Healing Collection〜 RELAXIN' (#2)

## カバー
- グループ魂 - トリビュートアルバム『MIKA NAKASHIMA TRIBUTE』（2016年2月24日発売）に収録[5]